# Динов
Динов (пољ. Dynów) град је у Пољској у Војводству поткарпатском. По подацима из 2012. године број становника у месту је био 6195.
.

## Становништво
| 2012. |
| ----- |
| 6.195 |

## Партнерски градови
- Виноградив